# Telenowyny
Telenowyny (ukr. Теленовини) – comiesięczny magazyn telewizyjny TVP3. Wcześniej magazyn emitowany był w TVP Regionalnej i TVP Info.

## O programie
Wiadomości telewizyjne zawierające informacje, publicystykę i minireportaże o mniejszości ukraińskiej w Polsce liczącej 30 957 osób, imigrantach z Ukrainy oraz stosunkach polsko-ukraińskich, także tych trudnych z przeszłości. Nadawany w języku ukraińskim z polskimi napisami.